# 教宗辭職
教宗辭職（拉丁語：Renuntiatio）即現今在位的教宗自願結束職務，而教宗就會以「辭職」的方式解除教宗職位。在天主教歷史之中，教宗辭職是非常罕見而且不尋常的決定，絕大部份的教宗都會履行職務直至離世為止。目前已知有五位教宗選擇辭職，而根據11世紀至15世紀之間有爭議的文獻表明，另外有四位教宗在3世紀至11世紀之間辭任。最近一位宣布辭職的教宗為2013年2月28日辭職的本篤十六世，在其上一位辭職的教宗是1415年辭職的額我略十二世。
教宗自願結束職務，通常用「辭職」來發表，而「退位」這個字眼，不常被教會官方採用來形容自願結束職務的教宗。不過古代一些歷史例子說明，若干教宗曾因受壓而辭職。此外，亦有一些教宗在黑暗時代遭來部權力罷黜。在歷史和法典之中教宗的去職始終是複雜問題。梵蒂岡官方的教宗名單似乎認為教宗「默許」之下被去職是有效辭職，但是卻無法證實這些「默許」是由他們心中所願。

## 法理依據
《天主教法典》第332條提到教宗辭職：
「教宗如辭職，其辭職得自由為之，且應適當表明，始能生效，但不需要任何人接受。」
教宗辭職教令是由雷定五世確立，天主教法典並不指定羅馬教宗必須向任何特定的人或機構遞交辭呈，但一些評論家（尤其是18世紀的聖典學者盧修斯·費拉里斯）認為至少必須告知樞機團或樞機團團長，因為樞機必須絕對肯定教宗已經放棄了他的身份，才可以有效地進行教宗選舉選出繼任者。

## 歷史沿革
《天主教百科全書》隱晦指出彭謙（230年至235年）和瑪策林（296年至308年）辭職，也假設了利伯略（352年至366年）辭職，而且在《教宗目錄》中不點名指出若望十八世於1009年辭職後重當修士直至離世。
黑暗時代之中若干教宗被「廢黜」，或被政治和軍事勢力強迫辭職。若望十世曾被歷史學者考慮是辭職教宗，但他早在繼承人良六世當選教宗之前已在監獄中逝世。以若望十二世、良八世和本篤五世的事跡為例子，963年若望十二世被神聖羅馬帝國皇帝奧托一世廢黜，不過他本人從未放棄過教宗職位。奧托一世另立良八世為對立教宗，不過若望十二世在964年爭回教宗職位。若望十二世同年離世，本篤五世當選教宗，奧托一世卻想重立良八世為教宗，並出兵強迫本篤五世辭職，本篤五世的辭職被視為有效。良八世成為合法教宗直至965年逝世，他的一生當過了對立教宗和合法教宗。
第一個歷史紀錄中毫無爭議的辭職教宗，是1045年辭職的本篤九世。本篤九世早前於1044年被思維三世廢黜，他旋即第二年奪回教宗職位，梵蒂岡仍視思維三世為合法教宗，他們的說法是本篤九世是「默許」下辭職。趕走思維三世奪回教宗職位幾個月後，本篤九世為了與心儀女子結婚，遊說教父約翰·格雷希恩給他「貴重財產」交易教宗職位。約翰·格雷希恩其後成為額我略六世，但本篤九世反悔爭位，加上與本篤九世的買賣聖職醜聞東窗事發，因而受壓辭職。額我略六世的繼任者克萊孟二世於1067年離世，結果本篤九世重當教宗，只是他又再辭職，接著在修道院中去世。
最有名的辭職教宗是1294年辭職的雷定五世，他的就職和辭職都是充滿戲劇性，雷定五世原名彼得羅·安吉納列奧，是沒有鐸品但德高望重的教士，對樞機遲遲未在教宗選舉選出新教宗表示不滿，於是嚴詞譴責他們，而樞機們的反應就是選他當教宗，彼得羅·安吉納列奧對此非常恐慌，拒絕和嘗試逃走，最終被樞機團說服就職。經過五個月的教宗生涯，他受不了處處過份保護的日子，希望重回以前寧靜的生活，於是宣布允許教宗辭職，然後他自己就辭職了。接下來的兩年他一直當隱士，被繼任者波尼法爵八世囚禁，後來被封為聖人。波尼法爵八世承認或沒有撤銷雷定五世頒布的教宗辭職教令，就這樣確立了教宗辭職的合法性。
額我略十二世（1406年至1415年）為了結束天主教會大分裂而自行辭職。他在位的時期並立了三位教宗，包括羅馬教宗額我略十二世、亞維農教廷的對立教宗本篤十三世和比薩的對立教宗若望二十三世。在辭職之前，他召開康斯坦茨會議，在各方授權的情況下選出三方都接受的繼任者馬丁五世。
2013年2月11日，梵蒂岡宣佈本篤十六世因為健康因素對教宗職務不堪負荷，而於2月28日辭職。

## 辭職教宗列表
| 牧徽                       | 任期                                                            | 肖像 | 教宗稱號         | 原名                         | 辭職原因 | 備註 |
| -------------------------- | --------------------------------------------------------------- | ---- | ---------------- | ---------------------------- | --- | --- |
| 不確定的辭職教宗           |                                                                 |      |                  |                              | | |
|                            | 230年7月21日 至235年9月28日 （5年69天）                         |      | 彭謙             | 彭謙                         | 被羅馬帝國皇帝馬克西米努斯·色雷克斯流放，彭謙為了防止權力真空，於235年9月28日辭職。                                                                  | 辭職後流放到薩丁尼亞島，與一同被流放到薩丁尼亞島的對立教宗羅馬的西波呂達成協議，一同支持新教宗安塞羅，結束教會分裂。《利比利亞編年史》紀錄他於235年9月28日辭職，是首個被精確計算去職日的教宗。 |
|                            | 296年6月30日 至304年4月1日 （7年276天）                         |      | 瑪策林           | 瑪策林                       | 304年在戴克里先迫害中屈服，為異教神祇祭獻而遭罷免或辭職。                                                                                            | 只在《利比利亞編年史》紀錄此事。 |
|                            | 352年5月17日 至366年9月24日 （14年130天）                       |      | 利伯略           | 利伯略                       | 有些歷史學家認為利伯略已經在365年辭職，說明為什麼對立教宗費利克斯二世同年就職教宗。                                                                  | 辭職後被羅馬帝國皇帝君士坦提烏斯二世流放。歷史學家假設有辭職可能，但《利比利亞編年史》認為他在流放中仍是教宗。                                                                                 |
|                            | 1004年1月 至1009年7月 （5年+）                                  |      | 若望十八世       | 法山利奧斯                   | 不詳。 | 若望十八世退休退居修道院，不久逝世 。僅是《教宗名錄》不具名記載此事。 |
|                            | 1045年1月20日 至1045年2月10日 （21天）                          |      | 思維三世         | 克萊森茲－奧當尼瓦尼的若望   | 被本篤九世廢黜。 | 有些意見認為他從來不是合法教宗，而是一個對立教宗。然而梵蒂岡的官方名單包括他在內，這或假設，本篤九世是「默許」下辭職而新的教宗選舉是有效的。思維三世似乎回到了他原先教區繼續職務。             |
| 辭職教令生效之前的辭職教宗 |                                                                 |      |                  |                              | | |
|                            | 964年5月22日 至964年6月23日 （32天)                             |      | 本篤五世         | 古馬吉斯                     | 被神聖羅馬帝國皇帝奧托一世廢黜 | 讓位給對立教宗良八世，使他成為合法教宗。他的辭職被視為合法。他於漢堡不萊梅教區擔任执事， |
|                            | 1032年9月至1044年9月 1045年4月至1046年5月 1047年11月至1048年7月 |      | 本篤九世         | 斐奧立特斯三世，圖斯卡崙伯爵 | 第一次被思維三世廢黜、第二次在1045年將教宗職位賣給教父額我略六世、第三次也以他辭職告終。                                                             | 是首個有明確文獻紀錄的辭職教宗。1032年至1048年之間總共登上教宗位三次，他是史上最年輕的教宗之一，亦是首位多次出任教宗以及把教宗職位出售的人。                                                   |
|                            | 1045年4月／5月 至1046年12月20日 （1年+）                        |      | 額我略六世       | 若望·格雷希恩                | 被揭發向本篤九世買賣聖職而當上教宗。 | 在蘇特里會議中遭罷免或辭職。 |
| 辭職教令生效之後的辭職教宗 |                                                                 |      |                  |                              | | |
|                            | 1294年7月5日 至1294年12月13日 （161天）                         |      | 雷定五世, O.S.B. | 伯多祿·安吉納列奧            | 能力不足以及不勘教宗職務的重負，當上教宗五個月後於1294年辭職；他的辭職受到各方反對未果，9日後教宗選舉舉行，選出貝尼代托·卡爾泰尼為新教宗波尼法爵八世 | 本篤會成員。 |
|                            | 1406年11月30日 至1415年7月4日 （8年216天）                      |      | 額我略十二世     | 安傑洛·柯那                  | 為了結束天主教會大分裂而自行辭職。 | 康斯坦茨大公會議後辭職，餘生在安科納度過。 |
|                            | 2005年4月19日 至2013年2月28日 （7年315天）                      |      | 本篤十六世       | 若瑟·拉辛格                  | 年老和健康因素。 | 辭職後成為榮休教宗。 |

## 沒有付諸實施的辭職
庇護七世（1800年至1823年擔任教宗）於1804年在巴黎為拿破崙一世加冕，他事前簽署了一份文件，如果他遭法國軟禁的話，就辭職生效。
《每日電訊報》報導指出，第二次世界大戰期間，庇護十二世（1939年至1958年擔任教宗）制定了一份文件，表示他一旦被納粹綁架，他會被視為辭職，樞機團全體撤離到中立國葡萄牙選出繼任者。
1989年2月，若望·保祿二世（1978年至2005年擔任教宗）向樞機團團長寫了一封辭職信，交代在兩種情況之下他的選擇意向，其一是一種無法治愈的疾病，將阻礙他行使使徒的職權，他會辭去職務；另一種是「嚴重和長期的損害」，他則會繼續留任。

## 喪失行為能力
《天主教法典》沒有規定教宗因喪失行為能力，會被暫時或永久地停止職務，也沒有說明什麼的行動，可以證明教宗喪失行為能力。《天主教法典》第335條僅指出：「宗座出缺或完全被阻時，在普世教會治理上，任何事不可變更，但應遵守對這種情況所制訂的法律。」
根據規定，教區主教必須七十五歲前退休，八十歲以上的樞機不得參加秘密會議，但是卻沒有限制教宗的退休年齡。而制定這些有關教區主教和樞機年齡政策的三位教宗，保祿六世、若望·保祿二世和本篤十六世，他們年過八十歲仍在處理政務。
若望·保祿二世於2005年去世，一些消息來源認為他生前曾打算健康惡化時辭職。然而，他的繼任者本篤十六世將想法付諸行動，以這個理由宣布辭職。

## 指責
天主教傳統上來說，教宗一職是屬靈授與，被視為天主給予的職責，在古時逃避教宗職務會受到一定程度的道德譴責，故此絕大部份的教宗鮮少選擇辭職。但丁的著作《神曲》中特別提到教宗雷定五世，儘管他已經被封為聖人，生前亦無惡行，但因他逃避教宗職責，作品描述他貶到靈薄獄之中。